# Трюїзм
Трюї́зм (англ. truism) — загальновідома, заяложена (утерта) істина; банальне твердження; загальник, банальність. Трюїзмом вважається дещо безсумнівне, настільки очевидне, що використовується лише як нагадування, риторичний або літературний вислів.
У логіці судження (висловлювання) називається трюїзмом, якщо воно не є тавтологією або теоремою, виведеною з аксіом, які самі по собі є істинними. Вважається, що такі аналітичні твердження не можуть вважатися трюїзмами.
У філософії висловлювання, яке не містить достатньої умови для того, щоб вважатися істинним, може відноситися до трюїзмів (наприклад, «Сонце сходить за сприятливих умов»). Твердження, яке є істинним за означенням (наприклад, «Усі коти — ссавці») також вважається трюїзмом.

## Джерело
- Сучасна українська енциклопедія, том 14, Харків, 2005